# Tết

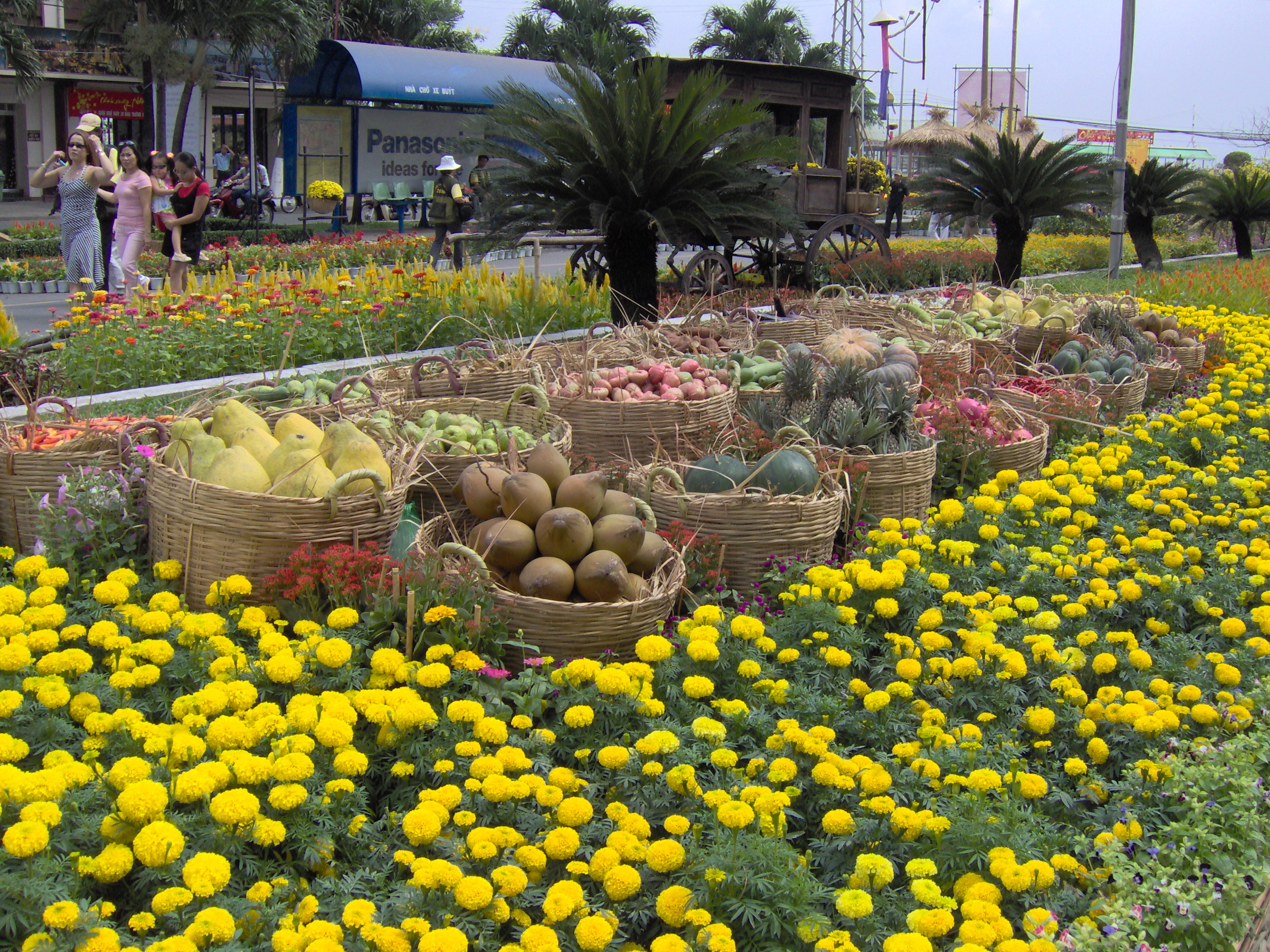
Tết em Saigon.

Tết Nguyên Đán ("Festival do Primeiro Dia"), mais conhecido pela forma curta de seu nome, Tết, é o feriado e festival mais importante e popular do Vietnã. Também conhecido como Ano-Novo Vietnamita, marca a chegada da primavera com base no calendário lunar. O nome Tết Nguyên Đán é sino-vietnamita, e deriva dos caracteres Hán nôm 節元旦.
O Tết é comemorado no mesmo dia que o Ano-Novo Chinês, e dura do primeiro dia do primeiro mês do calendário lunar (por volta de 19 de janeiro e 20 de fevereiro, no calendário gregoriano) até pelo menos o terceiro dia. Muitos vietnamitas se preparam para o Tết cozinhando alimentos especiais da data e limpando a casa. Diversos costumes são obedecidos durante o Tết, como visitar a casa de determinada pessoa no primeiro dia do ano (xông nhà), cultuar os ancestrais, dar dinheiro para sorte a crianças e idosos, ou abrir um comércio.
O Tết também é uma ocasião para peregrinações e reuniões familiares; a data tem um significado importantíssimo cultural e espiritual para o povo vietnamita. Durante o Tết, os vietnamitas visitam seus parentes e templos, procurando esquecer os problemas do ano anterior e esperar por um novo ano melhor. Como o Tết marca o primeiro dia da primavera, também é conhecido como Hội xuân ("festival da primavera").